# Selaginella yemensis
Selaginella yemensis är en mosslummerväxtart som först beskrevs av Olof Swartz, och fick sitt nu gällande namn av Antoine Frédéric Spring och Joseph Decaisne. Selaginella yemensis ingår i släktet mosslumrar, och familjen mosslummerväxter. Inga underarter finns listade i Catalogue of Life.